# Bothriocera maculata
Bothriocera maculata är en insektsart som beskrevs av Caldwell 1943. Bothriocera maculata ingår i släktet Bothriocera och familjen kilstritar. Inga underarter finns listade i Catalogue of Life.